# アイタ (エトルリア神話)
アイタ（AitaもしくはEita）はエトルーリア神話における冥府の神 。ギリシア神話のハーデースおよびローマ神話のプルートーに相当する。

## 描画
アイタがエトルーリアの墳墓に描かれているケースは少ないが、オルヴィエートに位置するゴリーニ墳墓やタルクゥイニアに位置するオルクスII世の墳墓にて確認できる。
また、アイタは配偶神であるペルシプネイ（ギリシア神話のペルセポネーに相当する）と共に描かれることもある。